# Циркумпонтійська металургійна провінція
Циркумпонтійська металургійна провінція (скор. ЦМП) — археологічна спільність бронзової доби, що прийшла на зміну Балкано-Карпатської металургійної провінції й яка існувала на території Європи й частини Азії в III—II тис. до нашої ери.

## Загальні положення
В історії ЦМП прийнято виділяти дві основні фази:
- 1-ша, яка датується переважно III тис. до нашої ери, не заходячи в межі його останньої третини;
- 2-га, від останньої треті III — першою третини II тис. до нашої ери.

Поява ЦМП — результат значних культурних змін, у тому числі безслідне зникнення яскравих енеолітичних культур з розписною керамікою, руйнування системи Балкано-Карпатської металургійної провінції, і що особливо привертає увагу дослідників — потужна міграція найдавніших індоєвропейських племен, переселення яких охопило велику зону навколо Чорного моря.
Починаючи з 1965 року, коли Марія Гімбутас виступила з Курганною гіпотезою, вперше було звернено увагу на те, що першою появою індоєвропейських мов у західній і північній Європі, була II-га хвиля поширення курганної культури — приблизно 3600 року до нашої ери, що почалася у майкопської культури й породила надалі курганізовані змішані культури у Північній Європі близько 3000 року до нашої ери.

## Перша фаза
Перша фаза ЦМП відповідає ранній бронзовій добі. Ареал включає в себе Середню Азію, Закавказзя, Кавказ, Північне Причорномор'я, Балкани.
Виробничі осередки ЦМП за ранньої бронзової доби, мають такі маркери: 1) втульчаті сокири; 2) черенкові ножі та кинджали; 3) шила з чотиригранним потовщенням-упором; 4) долота з аналогічним упором; 5) сплощені тесла-долота. Ці знаряддя й зброя незначно відрізнялася у межах різних металургійних місцевостх за кількістю й формою виконання.
ЦМП має 1-шу особливість — повну тотожність технології відливання сокир у двостулкових ливарних формах відкритого типу. Форми (з глини або каменю) виявлено у багатьох стародавніх поселеннях.
ЦМП має 2-гу особливість — починається широке використання сплавів міді з миш'яком, що по суті було гігантським кроком вперед у технічному прогресі; особливо широко використовувалося на Кавказі, в Анатолії й Егейському басейні.

### Основні культури 1-ї фази
- Ямна культура
- Майкопська культура
- Кура-Аракська культура
- Троя-1 й Троя-2

## Друга фаза
У другій фазі ареал провінції розширюється й включає в себе Європейську частину сучасної Росії, Східне Причорномор'я, Месопотамію та Іран.

### Основні культури
- Катакомбна культура
- Троя-2 й Троя-3
- Аладжа-Хююк
- Північнокавказька культура
- Фат'янівська культура
- Триалетська культура